# Wonder Boy III: Monster Lair
Wonder Boy III: Monster Lair (ワンダーボーイIII モンスター・レアー Wandā Bōi Surī Monsutā Reā?, lit. "Wonder Boy III: La guarida del monstruo") es un videojuego de acción con scroll lateral desarrollado por Westone Bit Entertainment que fue originalmente publicado como arcade por Sega en 1988. Es el tercer juego de la serie Wonder Boy y el último aparecido como arcade. Hudson Soft realizó una conversión para PC Engine CD publicada en Japón en 1989 y también en Norteamérica para TurboGrafx-CD, donde se tituló Monster Lair. También fue convertido para Mega Drive y publicado por Sega, en Japón en 1990 y en Europa en 1991. Tanto la versión de TurboGrafx-CD como la de Mega Drive aparecieron en la Consola Virtual de Wii.